# Roberto Soldado
Roberto Soldado Rillo (født 27. maj 1985 i Valencia) er en spansk fodboldspiller, der spiller som angriber hos den tyrkiske klub Fenerbahçe SK. Tidligere har han spillet for Villarreal C.F, Tottenham Hotspur, Real Madrid B, Real Madrid, Getafe og Valencia, samt på et lejebasis for Osasuna.
Med Real Madrid var Soldado i 2008 med til at vinde det spanske mesterskab.

## Landshold
Soldado står (pr. august 2015) noteret tolv kampe for Spaniens landshold, som han debuterede for i juni 2007 i et opgør mod Letland. Han har tidligere spillet en række kampe for forskellige spanske ungdomslandshold.

## Titler
La Liga
- 2008 med Real Madrid